# Hypericum undulatum
Hypericum undulatum är en johannesörtsväxtart som beskrevs av Schousboe och Carl Ludwig von Willdenow. Hypericum undulatum ingår i släktet johannesörter, och familjen johannesörtsväxter. Inga underarter finns listade i Catalogue of Life.